# Novyi Rozdil
Novyi Rozdil (em ucraniano:  Новий Розділ, em polonês/polaco:  Nowy Rozdół) é uma cidade da Ucrânia, situada no Oblast de Leópolis. Tem 23,6 km² de área e sua população em 2020 foi estimada em 28.304 habitantes.